# بخشش (فیلم ۲۰۱۷)
بخشش (به انگلیسی: The Mercy) فیلمی است در ژانر زندگی‌نامه‌ای و درام محصول ۲۰۱۷ بریتانیا. کارگردان فیلم جیمز مارش بوده و فیلم‌نامهٔ آن را اسکات زد. برنس نگاشته‌است. کالین فرث، ریچل وایس، دیوید تیولیس و کن استات در این فیلم به ایفای نقش پرداخته‌اند. فیلم بر مبنای داستان واقعی کوشش دانلد کراوهرست برای ربودن مسابقه گوی زرین ساندی تامیز می‌باشد.
این فیلم در ۹ فوریهٔ ۲۰۱۸ از سوی استودیوکانال در بریتانیا عرضه‌شد.

## داستان
دانلد کراوهرست مردی است که شرکت تهیهٔ ابزار دریانوردی دارد و به جز در رودخانه‌ها در جای دیگری قایق‌رانی نکرده‌است. اقتصاد نابه‌سامان او را به این فکر می‌اندازد تا در مسابقه‌ای برای گذاری بی‌توقف به دور دنیا شرکت جوید. او قایقی طراحی می‌کند ولی چون سرمایهٔ کافی برای ساخت آن ندارد شرکت و خانه‌اش را در برابر وامی گرو می‌گذارد. با اینکه به زودی از تصمیم مسابقهٔ دور دنیا پشیمان می‌شود ولی این واقعیت که با عدم شرکت در مسابقه همهٔ دارایی‌اش را از دست می‌دهد، به ناچار تن به این سفر می‌دهد. دشواری سفر چند بار او را بر آن می‌دارد تا از مسابقه بیرون بکشد، ولی هر بار به راه خود ادامه می‌دهد، ولی خرابی قایق نشان می‌دهد که او وسیلهٔ مناسبی را برای این سفر فراهم ندیده‌است، پس به جای دور زدن آفریقا در اقیانوس اطلس جنوبی می‌ماند و با دادن خبر کذب وانمود می‌کند که به سرعت خارق‌العادهٔ تازه‌ای در قایق‌رانی رسیده‌است. ولی برای آنکه دستش رو نشود تصمیم می‌گیرد که نفر اول مسابقه نشود. با این همه هنگامی که همهٔ شرکت‌کنندگان از دور مسابقه خارج می‌شود و کراوهرست تنها شرکت‌کننده می‌ماند، می‌داند که اگر بع بریتانیا مهاجرت کند با توجه به عدم وجود گزارش‌های سفر رازش برملا می‌شود، از طرفی دچار عذاب وجدان هم شده‌است. پس ترجیح می‌دهد که زنده به خانه بازنگردد.